# Gorjun
Gorjun, Gorin nebo Garin (rusky Горюн, Горин nebo Гарин) je řeka v Chabarovském kraji v Rusku. Je 390 km dlouhá. Povodí má rozlohu 22 400 km².

## Průběh toku
Pramení na Badžalském hřbetě. Na horním toku má horský charakter. Na dolním toku se říční údolí rozšiřuje a proud zpomaluje. V povodí se nachází přibližně 900 jezer o celkové rozloze 221 km². Hlavní přítoky jsou Boktor a Charpin zleva a Churmuli zprava. Je to levý přítok Amuru.

## Vodní stav
Zdroj vody je převážně dešťový.